# Weltmeisterschaften 2034
Als Weltmeisterschaft 2034 oder WM 2034 bezeichnet man folgende Weltmeisterschaften, die im Jahr 2034 geplant sind:
- Fußball-Weltmeisterschaft 2034